# Aismalíbar Montcada
El Club Baloncesto Aismalíbar de Montcada fue un club de baloncesto español de la ciudad de Moncada y Reixach (Barcelona), considerado uno de los mejores clubes del baloncesto español de las décadas de 1950 y 1960.
El equipo pertenecía a Aismalíbar, una empresa de caucho y plásticos de Moncada y Reixach (Barcelona).
Los orígenes del equipo de baloncesto se remontan al año 1947 cuando la empresa Aismalíbar creó un club social para sus trabajadores. Los empleados crearon un equipo de baloncesto que se inscribió en la Liga Obra Sindical de Educación y Descanso. Tras varios éxitos en esa competición, la empresa inscribió a otro equipo en la Federación Catalana de Baloncesto con el nombre de Club Baloncesto Aismalíbar. Este quedó campeón de Segunda y de Primera Regional Catalana sucesivamente.
La empresa Aismalíbar hizo entonces una fuerte inversión económica para hacer un gran equipo en la década de 1950, en parte como medio publicitario para la empresa y en parte por la gran afición al baloncesto que fue creciendo en la ciudad.
Contrató como jugador-entrenador a Eduardo Kucharski, y a jugadores de la categoría de Emiliano Rodríguez, que posteriormente haría historia en el Real Madrid, Francesc Nino Buscató, y al pívot Francisco Borrell, el primer jugador de más de dos metros de altura en la historia del baloncesto español.
El Aismalíbar de Moncada fue campeón de Cataluña pero no consiguió ganar ningún gran título nacional, pero estuvo muy cerca de ello. Fue cuatro veces subcampeón de la Copa del Generalísimo: 1956, 1957, 1959 y 1964.
En la temporada 1956-1957 se convirtió en uno de los seis equipos fundadores de la Liga.
Uno de los triunfos más comentados del Aismalíbar tuvo lugar en 1957 cuando, en un torneo celebrado en Sicilia (Italia), derrotó al Sparta de Praga por 77 a 73, convirtiéndose en el primer equipo de la Europa Occidental que derrotaba a uno del bloque comunista.
El declive del club se inició cuando el equipo tuvo que disputar sus partidos en el Palacio de los Deportes de Barcelona, y no en su pista de Montcada, debido a que la nueva normativa obligaba a disputar los partidos en pabellones cubiertos, y la empresa Aismalíbar no pudo afrontar los gastos que suponía cubrir la pista de su club social.
El club se vio obligado a traspasar a sus mejores jugadores y, al final, acabó desapareciendo al término de la temporada 1963-1964.
En 1979 se fundó en Moncada y Reixach (Barcelona) un nuevo club de baloncesto, el Club Bàsquet Montcada, que intentó llenar el vacío dejado por el Aismalíbar en la ciudad, aunque nunca ha llegado a la élite del baloncesto español a la que sí perteneció durante una década el Aismalíbar.

## Jugadores
- Emiliano Rodríguez
- Nino Buscató
- Eduardo Kucharski
- Alfonso Martínez
- Jorge Guillén Montenegro
- Francisco Borrell
- Joan Riera
- Vicente Sellares
- Miquel Costafreda

## Entrenadores históricos
- Eduardo Kucharski

## Historial

### Liga
| - 1956-1957. 1.ª División: 4 - 1957-1958. 1.ª División: 3 - 1958-1959. 1.ª División: 5 |  | - 1959-1960. 1.ª División: 4 - 1960-1961. 1.ª División: 5 - 1961-1962. 1.ª División: 7 |  | - 1962-1963. 1.ª División: 5 - 1963-1964. 1.ª División: 4 |  |

### Copa del Generalísimo
- 1955-1956. Subcampeón, contra el Real Madrid (59-55) en Madrid.
- 1956-1957. Subcampeón, contra el Real Madrid (54-50) en Vigo.
- 1958-1959. Subcampeón, contra el F. C. Barcelona (50-36) en Barcelona.
- 1963-1964. Subcampeón, contra el Picadero J.C. (63-51) en Lugo.

- Datos: Q8192380